# Ankushapura, Mandya
Ankushapura là một làng thuộc tehsil Mandya, huyện Mandya, bang Karnataka, Ấn Độ.